# وزارة المالية (كوستاريكا)
وزارة المالية الكوستاريكيَّة، هي الوزارة الحكومية في كوستاريكا المسؤولة عن إدارة السياسة المالية المتعلقة بالموارد العامة، وفقًا لمبادئ الاقتصاد والكفاءة والفعالية.
وزير المالية الحالي هو نوغوي آكوستا جين، بعد أن استلم المنصب في 2022.

## تاريخ
تأسست الوكالة في 14 أكتوبر 1825 بموجب المرسوم التنفيذي LV. تم تغيير اسم الوزارة إلى وزارة الاقتصاد والمالية نتيجة للأهداف والمهام الجديدة. دخلت عملية إعادة التنظيم الجديدة حيز التنفيذ في عام 1966 وتسببت في إعادة تسميتها إلى وزارة المالية.

## أنظر أيضا
- وزارة المالية والائتمان العام (كولومبيا)

## روابط خارجية
- موقع وزارة المالية الرسمي